# 俄勒岡動物園
俄勒岡動物園（Oregon Zoo）又稱俄勒冈州动物园，最初名為波特兰动物园（Portland Zoo），后来又改叫华盛顿公园动物园（Washington Park Zoo），是一个位于美國俄勒冈州波特蘭华盛顿公园的動物園，位于波特兰市中心西南约3.2公里。它成立于1888年，是密西西比河以西最古老的动物园。動物園占地26公顷，园內有230多种动物，包括19种濒危物种和9种受威胁物种。

## 外部鏈接
- 官方网站